# اسلام جاهدی
اسلام جاهدی (زادهٔ ۱۱ دی ۱۳۵۷ در بندر عباس) عضو تیم ملی قایقرانی معلولین ایران در رشته کایاک و کانو است.از مهمترین افتخارات او می توان به مدال طلای بازی‌های پاراآسیایی ۲۰۲۲ اشاره کرد.

## درباره
جاهدی در ۹ ماهگی از ناحیه پای چپ و قسمت کمی از پای راست دچار عارضهٔ فلج اطفال شد. با این وجود از کودکی علاقهٔ بسیار زیادی به ورزش کردن داشت. در سال ۱۳۷۰ به صورت رسمی عضو تیم بسکتبال با ویلچر استان هرمزگان شد و پس از گذشت ۶ سال به عنوان کوچک‌ترین ورزشکار بسکتبال با ویلچر کشور به اردوی تیم ملی بزرگسالان فراخوانده شد. جاهدی جزو معدود ورزشکارانی بود که به عنوان لژیونر در باشگاه‌های استان‌های دیگر شرکت کرد و تا به امروز به عنوان کاپیتان تیم بسکتبال با ویلچر استان هرمزگان، فعالیت خود را در رشته بسکتبال به صورت حرفه ای با کسب ده‌ها عناوین مختلف در مسابقات قهرمانی و باشگاه‌های کشور ادامه می‌دهد.
در همان سال‌ها رشته دو و میدانی معلولان را در ماده‌های پرتاب نیزه و ویلچررانی سرعت آغاز کرد و در مسابقات قهرمانی جوانان کشور توانست در پرتاب نیزه مدال نقره، در ویلچررانی ۱۰۰ متر مدال طلا ودر ویلچررانی ۴۰۰ متر مدال نقره را کسب کند.
جاهدی در ۱۳۹۰ به ورزش قایقرانی روی آورد. او توانست همان سال در مسابقات قهرمانی کشور و انتخابی تیم ملی مقام اول را کسب کند و عضو تیم ملی شود. او توانسته‌است تا به امروز در تمامی مسابقات قهرمانی کشور مقام نخست را به خود اختصاص دهد.
از ۲۰۱۴ تا ۲۰۱۹ در تمامی مسابقات قهرمانی جهان و آسیا حضور داشته‌است.
در ۲۰۱۶ مسابقات قهرمانی جهان آلمان انتخابی پارا المپیک توانست مقام دوم فینال ب (نفر یازدهم جهان) را کسب کند و نتوانست عضو ده نفر برتر جهان باشد و راهی پارا المپیک ریو ۲۰۱۶ شود. او در تمامی مسابقات قهرمانی آسیایی توانسته عناوین مختلفی را به خود اختصاص دهد.
در سال ۲۰۱۹ در مسابقات قهرمانی جهان مجارستان و انتخابی پارا المپیک ۲۰۲۰ توکیو در دو رشته کایاک و کانو شرکت کرد و در سال ۲۰۲۱ در مسابقات جهانی مجارستان توانست در بین قایقرانان آسیایی در صدر قاره کهن قرار بگیرد و سهمیه مسابقات پارالمپیک توکیو ۲۰۲۱را کسب و راهی بزرگ‌ترین رویداد ورزشی جهان شود.
در سال ۲۰۲۱ از سوی کمیته بین‌المللی پارا المپیک مفتخر به دریافت نشان برترین ورزشکاران سال پاراالمپیک شد.
سال ۲۰۲۲ در مسابقات قهرمانی آسیا در تایلند توانست در ماده VL2 مدال طلا مسافت ۲۰۰ متر کسب کند.
سال ۲۰۲۳ در مسابقات قهرمانی آسیا در کشور ازبکستان توانست دو مدال طلا در مسافت ۲۰۰ متر و ۵۰۰ متر کسب کند.
وی دارای مدرک تحصیلی معادل همسطح دکتری مدیریت ورزشی شاخه مدیریت راهبردی سازمانهای ورزشی از دانشگاه پردیس تهران جنوب است.اسلام جاهدی از کوچکی در محله ی فرودگاه قدیم بندرعباس بزرگ شده است